# Zabytkowa karczma w Iwanowicach
Zabytkowa karczma w Iwanowicach  – karczma znajdująca się w Iwanowicach, w gminie Iwanowice, w powiecie krakowskim.
Obiekt został wpisany do rejestru zabytków nieruchomych województwa małopolskiego.